# Akşam
Akşam (Der Abend) ist eine türkische Tageszeitung mit Redaktionssitz in Istanbul. Sie erscheint seit 1918, mit einer Unterbrechung zwischen 1982 und 1994. Akşam gehört dem Unternehmer Ethem Sancak und zählt inzwischen zu den Medien, die offen Staatspräsident Recep Tayyip Erdoğan und die Partei für Gerechtigkeit und Aufschwung (AKP) unterstützen.

## Entstehung und Entwicklung (1918–1982)
Zusammen mit der in Izmir herausgegebenen Regionalzeitung Yeni Asır und der Cumhuriyet gehört Akşam zu den ältesten Tageszeitungen der Türkei. Allerdings ist diese Geschichte geprägt von mehrfachen Wechseln der Eigentumsverhältnisse und der politischen Ausrichtung und unterbrochen von zwölf Jahren, in denen die Zeitung nicht erschien.
Gegründet wurde die Zeitung von Necmettin Sadak und einigen Weggefährten, um die noch junge türkische Unabhängigkeitsbewegung zu unterstützen. In ihren ersten Jahren erschien sie abends, woraus sich auch ihr Name ableitete. Akşam war die erste in Istanbul gedruckte Zeitung, die nach ganz Anatolien geliefert wurde.
Einige Zeit nach der Gründung der Republik wurde Herausgeber und Chefredakteur Sadak ins türkische Parlament gewählt, dem er bis 1950 angehörte. Zudem war er von 1947 bis 1950 Außenminister. Dennoch blieb er Eigentümer der Zeitung. In den späten dreißiger und frühen vierziger Jahren gehörte Sadak zu jener Fraktion innerhalb der damaligen Staatspartei CHP, die mit Nazideutschland sympathisierte, was sich auch in der Ausrichtung der Zeitung widerspiegelte. Allerdings schrieb noch Mitte der dreißiger Jahre der Kommunist Nâzım Hikmet unter dem Pseudonym „Orhan Selim“ für das Blatt.
Nach dem Tod ihres Gründers wurde die Zeitung 1957 von Malik Yolaç gekauft, der in den sechziger Jahren ebenfalls für die CHP ins Parlament gewählt wurde. Unter dem Einfluss von Autoren wie Çetin Altan und İlhami Soysal und parallel zur Entwicklung der CHP bewegte sich die Zeitung in den sechziger Jahren nach links und entwickelte sich zeitweilig zu einem einflussreichen Organ der Opposition.
Zusammen mit der konservativen Tageszeitung Tercüman war Akşam Ende der sechziger Jahre die erste türkische Zeitung, die in Deutschland verkauft wurde. Der Versuch, für türkische Gastarbeiter eine eigene Deutschland-Ausgabe herauszugeben, wurde jedoch nach kurzer Zeit wieder eingestellt.
Die wirtschaftlich in die Krise geratene Zeitung wurde 1971 an den Gewerkschaftsdachverband Türk-İş verkauft. Danach wechselten mehrfach Eigentümer und Ausrichtung, ohne dass das Blatt an die frühere Bedeutung anknüpfen konnte. Schließlich wurde die Zeitung an die Verlegerfamilie Ilıcak (Tercüman) verkauft, die mit der Ausgabe vom 8. Januar 1982 das Erscheinen einstellte.

## Neugründung (1994 bis heute)
Am 14. September 1994 kehrte Akşam wieder auf den türkischen Zeitungsmarkt zurück. Herausgeber wurde Mehmet Ali Ilıcak, Sohn des Tercüman-Gründers Kemal Ilıcak. Die Zeitung hatte nun eine konservativ-nationalistische Tendenz.
1997 wurde Akşam wie alle übrigen Medien der Ilıcak-Gruppe an den Unternehmer Mehmet Emin Karamehmet und seine Çukurova Holding verkauft. Nachdem diese in finanzielle Schwierigkeiten geriet und die Behörden Karamehmet Betrug vorwarfen, wurde die Mediensparte im Mai 2013 der staatlichen Treuhandanstalt TMSF übereignet, um so Schulden des Konzerns zu begleichen.
Im Juni 2013 wurde der Journalist Mehmet Ocaktan, von 2007 bis 2011 Abgeordneter der AKP, zum neuen Chefredakteur bestellt. Im November desselben Jahres kaufte der Unternehmer Ethem Sancak Akşam zusammen mit der Zeitung Güneş und dem Fernsehsender Skyturk 360 für 62 Millionen US-Dollar der Treuhandanstalt ab. Die in Sancaks Besitz befindlichen Medien, zu denen ferner die Zeitung Star und der Sender 24 gehören, wurden unter dem Dach der Türkmedya (ab 2016: Esmedya) zusammengefasst. Im Februar 2015 wurde Murat Kelkitlioğlu, zuvor Chefredakteur von Güneş, zum neuen Chefredakteur berufen.
Das im Titelkopf enthaltene Motto von Akşam lautet seit der Wiedergründung 1994 unverändert „Die Zeitung der Türkei“.

### Attacken gegen Deutschland
In der jüngsten Vergangenheit wurde Akşam immer wieder wegen Attacken gegen Deutschland in deutschen Medien erwähnt. So titelte die Zeitung nach dem Bombenanschlag in Istanbul am 19. März 2016 „Terror nach deutscher Art“. Nach der Resolution des Deutschen Bundestages zum Völkermord an den Armeniern titelte das Blatt auf Deutsch und in Großbuchstaben „Dummkopf“. Und als das Bundesverfassungsgericht die Liveübertragung einer Ansprache des türkischen Präsidenten Erdoğan aus einer Demonstration in Köln untersagte, druckte Akşam auf der Titelseite eine Fotomontage, die Bundeskanzlerin Angela Merkel mit Hitlerbart und Hitlergruß zeigte. Darüber stand die Überschrift „Heil Merkel!“